# Tetrax tetrax

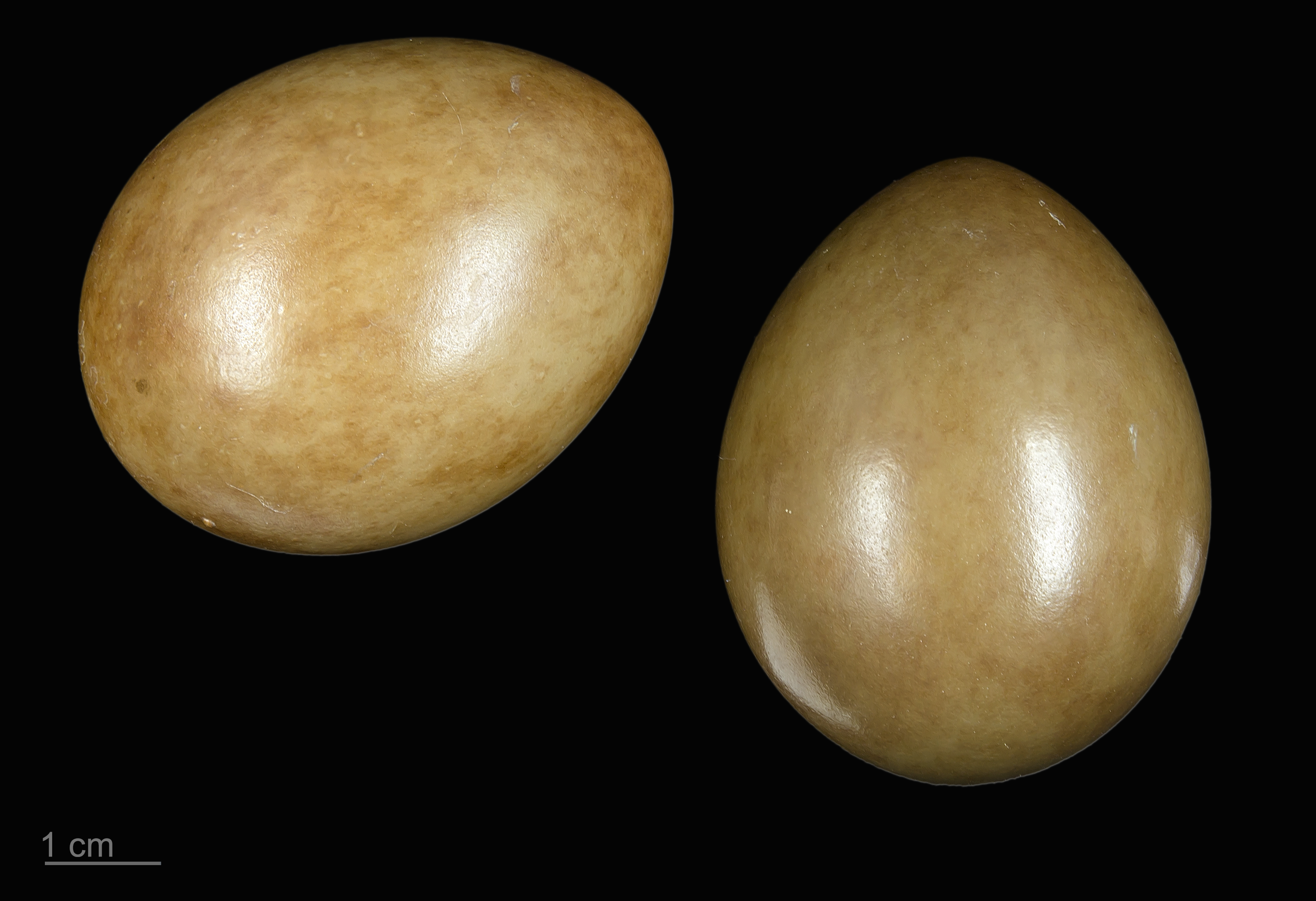
Tetrax tetrax

La gallina prataiola (Tetrax tetrax Linnaeus, 1758) è un grosso uccello della famiglia delle otarde, unico membro del genere Tetrax. Nidifica in Europa meridionale e centrale ed in Asia occidentale e centrale. Gli uccelli che vivono in Europa meridionale sono soprattutto stanziali, ma le altre popolazioni migrano più a sud in inverno.

## Descrizione
Nonostante sia la più piccola otarda paleartica, la gallina prataiola raggiunge ugualmente le dimensioni di un fagiano, con una lunghezza di 42-45 centimetri ed un'apertura alare di 89-90 centimetri. L'esemplare adulto può pesare tra gli 800 ed i 1000 grammi. In volo, le lunghe ali sono caratterizzate dalla presenza di una larga banda trasversale di colore bianco. La testa è piccola mentre gli occhi sono grandi e di colore marron-giallo. Le zampe sono lunghe e di colore giallo ed i piedi presentano solo tre dita.
Il maschio riproduttivo ha il dorso bruno macchiettato di nero ed il ventre bianco, con la testa grigia ed il collo nero bordato sopra e sotto di bianco. Inoltre, tra le remiganti primarie, la quarta è stretta e piccola con la metà basale del vessillo interno smarginato; questa penna produce un sibilo caratteristico udibile a distanza, specie quando l'uccello si leva in volo. Durante l'inverno la tipica colorazione del maschio si perde e testa, collo, petto e fianchi assumono un colore bruno come quello del dorso.
La femmina ed i maschi non riproduttivi sono privi della caratteristica colorazione del collo e la femmina presenta il ventre più scuro del maschio. Le galline prataiole immature assomigliano alle femmine. Entrambi i sessi sono solitamente silenziosi, sebbene il maschio, durante il periodo nuziale, emette un distintivo soffio che risuona come un «prrt».

## Distribuzione e habitat
In tutto l'areale il numero di esemplari di questa specie sta diminuendo a causa della distruzione dell'habitat. Per nidificare questi uccelli sono soliti spostarsi verso nord, raggiungendo occasionalmente la Polonia. In Gran Bretagna è una visitatrice solamente occasionale, nonostante nidifichi in Francia ed in Spagna. In Italia nidifica soprattutto in Sardegna ed in Puglia, sul Gargano e nel Salento orientale, in habitat costituiti da aree agricole, ma non troppo antropizzati, ad altitudini comprese tra 0 e 500 metri. È presente inoltre nei Balcani, nell'Europa orientale, in Asia occidentale ed in Africa settentrionale.
In Sardegna è presente la terza popolazione d'Europa, dopo quella spagnola e francese, con un numero di esemplari stimato in circa 2000 individui. Per preservare la specie il WWF ha acquistato, grazie ad un progetto della Comunità europea, un'area di circa 90 ettari in provincia di Sassari creando un'oasi naturale cui è stato dato il nome di Oasi delle Steppe Sarde. Dopo una rarefazione degli avvistamenti nella prima metà del XX secolo, fra il 1950 e il 2016 si sono registrati una decina di avvistamenti in Veneto.
L'habitat di questo uccello è costituito da praterie aperte, steppe e da aree agricole indisturbate, con vegetazione erbacea abbastanza alta da celarne la presenza. Cammina con un lento passo maestoso e se disturbata, piuttosto che volare, tende a correre. È una specie gregaria, soprattutto d'inverno.

## Biologia

### Alimentazione
Questa specie è onnivora e si nutre di semi, erbe, insetti ed altri piccoli animaletti.

### Riproduzione
Come altre otarde, il maschio di gallina prataiola esegue una parata di corteggiamento gonfiando il piumaggio del collo e del capo, piegandosi sulle zampe per poi saltare in aria. Le femmine depongono tra le 3 e le 5 uova in piccole buche nel terreno. La cova ha la durata di circa venti giorni durante i quali il maschio monta di guardia nei pressi del nido. La femmina, qualora venga scoperta, al fine di tutelare la covata spicca un volo basso fingendo di essere ferita. I piccoli sono ricoperti da un fitto e fine piumaggio di colore bianco con delle macchiette brune e sono in grado di abbandonare il nido poco dopo la schiusa.

## Conservazione
La specie, secondo la IUCN Red List, è attualmente prossima alla minaccia per via della progressiva perdita del proprio habitat naturale.
A livello nazionale è inserita nell'elenco dell'Allegato I alla Legge Regionale 29 luglio 1998, n. 23 della Sardegna come specie tutelata e pertanto ne è vietata l'uccisione, la cattura o il disturbo. A livello internazionale è invece inserita nell'appendice II della Convenzione di Berna. È inoltre inserita nell'Allegato I della Direttiva 79/409/CEE del Consiglio, del 2 aprile 1979, concernente la conservazione degli uccelli selvatici.

## Tassonomia
La gallina prataiola ha due sottospecie:
- Tetrax tetrax tetrax
- Tetrax tetrax orientalis